# Teatro Bolívar (Quito)
El Teatro Bolívar es un escenario y antiguo cine ubicado en el pasaje peatonal Eugenio Espejo, entre las calles Guayaquil y Flores del Centro Histórico de la ciudad de Quito, Ecuador. Tiene capacidad para 2.200 personas. 

## Historia
El edificio fue diseñado por la firma estadounidense Hoffman y Henon, con un estilo de influencia Art Deco sobre un área de 5.800 metros cuadrados, y fue inaugurado el 15 de abril de 1933. La primera película que se exhibió en el teatro fue El signo de la cruz de Cecil B. DeMille, con un aforo inicial para 2.400 espectadores. Entre los espectáculos que se ofrecieron en el lugar cuentan la presentación del Ballet Berioska de Rusia, el Teatro Negro de Praga, la Orquesta Filarmónica de Nueva York, La Sonora Matancera de Cuba, entre otros.

### Incendio y restauración
En agosto de 1999, una fuga de gas en una pizzería aledaña al teatro provocó un incendio que afectó al 70 % del establecimiento. Posterior al siniestro se creó en 2001 la Fundación “Teatro Bolívar”, dirigida por Rosa Victoria Pardo, que durante más de dos década a través de la búsqueda de apoyo público y privado nacional e internacional ha trabajado en la restauración de las instalaciones, que se prevé concluyan en el año 2026. 